# Lycida
Lycida là một chi thực vật có hoa trong họ Lan.